# Antitrinitarisme
Het antitrinitarisme (of neutraler niet-trinitarisme) is een monotheïstische geloofssysteem, voornamelijk binnen het christendom, die de doctrine van de drie-eenheid verwerpt of ontkent. De doctrine van de drie-eenheid stelt dat God zich manifesteert in drie verschillende personen dan wel hypostasen (verschijningsvormen) - te weten de Vader, de Zoon en de Heilige Geest - die sameneeuwig, samengelijk en ondeelbaar verenigd zijn in één essentie of ousia.
Volgens veel christelijke kerken werd de leer van de drie-eenheid definitief tot christelijke leer verklaard op de oecumenische concilies uit de vierde eeuw, dat van het Eerste Concilie van Nicea (325), dat de volledige goddelijkheid van de Zoon verklaarde, en het Eerste Concilie van Constantinopel (381), dat de goddelijkheid van de Heilige Geest verklaarde. Niet-trinitariers kunnen niet instemmen met deze leeruitspraken.
Niet-trinitarische denominaties vormen een kleine minderheid van moderne christenen. Christelijke niet-trinitarische denominaties zijn bijvoorbeeld de:
- Kerk van Jezus Christus van de Heiligen der Laatste Dagen
- Jehovah's Getuigen